# Antonio Razzi
Antonio Razzi (n. 22 februarie 1948, Giuliano Teatino, Abruzzo, Italia) este un politician italian.